# Lola Colt
Pour plus de détails, voir Fiche technique et Distribution.
Lola Colt (Lola Colt - Faccia a faccia con El Diablo) est un western spaghetti musical italien sorti en 1967, réalisé par Siro Marcellini.

## Synopsis
El Diablo est un bandit féroce qui exige un tribut des habitants de Sant'Ana, village de l'Ouest. Arrive au village une diligence avec à son bord un corps de ballet féminin qui a besoin de soins médicaux : Virginia, l'une d'entre elles, est malade. Lola Gate, la vedette, commence par amadouer la population initialement méfiante, et trouve à se loger à l'hôtel en échange d'un numéro au saloon. Rod Strader, l'aspirant médecin local, découvre que Virginia a la malaria. Le soir, tandis que Lola fait son numéro au saloon, El Diablo incendie l'église du village. Puis il voit Lola et en est fasciné. Lola demande à Rod pourquoi personne ne se rebelle contre les exactions d'El Diablo : c'est parce qu'il garde des otages dans son repaire ; le seul à vouloir lutter est le petit Pablito. Lola, se rendant compte de la fascination qu'elle exerce sur El Diablo, établit un plan pour l'attirer dans le saloon afin de le capturer et l'échanger contre les otages. Rod accepte et implique dans le plan Don Rodriguez et ses paysans. Mais El Diablo devine le piège. Rod tue trois hommes d'El Diablo, ce que celui-ci jure de venger. Il vient au village et torture les parents de Rod. Dans l'échange de coups de feu qui s'ensuit, le petit Pablito trouve la mort : c'est l'occasion pour Lola de haranguer la foule et de la convaincre d'attaquer le repaire d'El Diablo. Lola arrive ainsi à vaincre El Diablo, à libérer les otages, et à récupérer le trésor du brigand. Elle fait un dernier spectacle et annonce qu'elle quitte Sant'Ana. Avant de partir, elle se recueille sur la tombe de Pablito, et tombe sur Rod, qui abandonne son imminent mariage avec Rose Rodriguez, pour partir vivre avec Lola.

## Fiche technique
- Titre : Lola Colt
- Titre original italien : Lola Colt - Faccia a faccia con El Diablo
- Genre : Western spaghetti, film musical
- Réalisation : Siro Marcellini
- Scénario : Siro Marcellini, Luigi Angelo, d'après une idée de Lamberto Antonelli
- Production : Aldo Pace pour Cines Europa
- Photographie : Giuseppe La Torre
- Montage : Nella Nannuzzi
- Musique : Ubaldo Continiello
- Décors : Paolo Ambrosetti
- Costumes : Silvia Innocenzi
- Maquillage : Duilio Giustini
- Année de sortie : 1967
- Durée : 85 minutes
- Pays de production :  Italie
- Langue : italien
- Dates de sortie en salle :
  - Italie : 22 octobre 1967[1]
  - France : 7 octobre 1970[2]

## Distribution
- Lola Falana : Lola Gate
- Peter Martell : Rod Strader
- Germán Cobos : Larry Stink / El Diablo
- Tom Felleghy : Don Rodriguez
- Evar Maran : Don Pedro
- Erna Schürer : Rose Rodriguez
- Dada Gallotti : Virginia
- Marilena Possenti : Helen
- Giovanni Petrucci (comme John Petty) : pianiste du saloon
- Frank Dady : Paco
- Attilio Corsini : Slim
- Ivan Scratuglia : John, barman
- Enzo Santaniello : Pablito
- I Roll's 33 : les musiciens du saloon